# Välijärvi (sjö i Kuhmo, Kajanaland)
Välijärvi är en sjö i kommunen Kuhmo i landskapet Kajanaland i Finland. Sjön ligger 173,6 meter över havet. Den är 7,05 meter djup. Arean är 1,14 kvadratkilometer och strandlinjen är 9,12 kilometer lång. Sjön  ingår i Uleälvens huvudavrinningsområde.   Den ligger omkring 89 kilometer öster om Kajana och omkring 530 kilometer nordöst om Helsingfors. 
I sjön finns ön Peltosaari. Välijärvi ligger väster om Patojärvi och sydöst om Iso Hiirenjärvi. 